# Seznam věznic v Česku
V České republice jsou zřízeny následující vazební věznice a věznice:

## Vazební věznice
1. Vazební věznice a Ústav pro výkon zabezpečovací detence Brno (krajské město Brno, městská část Brno-Bohunice)
výkon vazby mužů, žen i mladistvých, oddělení výkonu trestu odnětí svobody s dozorem a ostrahou, vyčleněna i kapacita pro dočasně umístěné odsouzené (nástup trestu, eskorty k soudům), v objektu je také vězeňská nemocnice
2. Vazební věznice České Budějovice (krajské město České Budějovice)
výkon vazby v uzavřených celách i na oddělení se zmíněným režimem, oddělení výkonu trestu odnětí svobody s dozorem
3. Vazební věznice Hradec Králové (krajské město Hradec Králové)
výkon vazby v uzavřených celách i na oddělení se zmíněným režimem, oddělení výkonu trestu odnětí svobody s dohledem je umístěno samostatně v průmyslové zóně (katastrální území Pouchov)
4. Vazební věznice Liberec (krajské město Liberec)
výkon vazby v uzavřených celách i na oddělení se zmíněným režimem, oddělení výkonu trestu odnětí svobody s dozorem a ostrahou
5. Vazební věznice Litoměřice (Litoměřice)
výkon vazby mužů, žen i mladistvých, oddělení výkonu trestu odnětí svobody s dozorem a přijímací oddělení pro nástup odsouzených
6. Vazební věznice Olomouc (krajské město Olomouc)
výkon vazby mužů, žen i mladistvých, oddělení výkonu trestu odnětí svobody s dozorem u mužů
7. Vazební věznice Ostrava (krajské město Ostrava)
výkon vazby mužů a žen, oddělení výkonu trestu odnětí svobody s dozorem u mužů i žen, oddělení výkonu trestu odnětí svobody s ostrahou u mužů, kapacita pro zabezpečení ubytování při dálkových eskortách a dočasné umístění odsouzených s trestem odnětí svobody s dozorem, které nelze z kapacitních důvodů zařadit do příslušné věznice
8. Vazební věznice Praha-Pankrác (Praha-Pankrác)
výkon vazby mužů, oddělení výkonu trestu odnětí svobody s dohledem, dozorem a ostrahou u mužů
9. Vazební věznice Praha-Ruzyně (Praha-Ruzyně)
výkon vazby mužů a žen, oddělení výkonu trestu odnětí svobody s dozorem u mužů, oddělení výkonu trestu odnětí svobody s dohledem a dozorem u žen jsou umístěna samostatně v Domově sv. Karla Boromejského v Řepích a ve Velkých Přílepech.[1]
10. Vazební věznice Teplice (Teplice)
výkon vazby mužů, žen i mladistvých v uzavřených celách i na oddělení se zmíněným režimem, oddělení výkonu trestu odnětí svobody s dozorem

## Věznice
1. Věznice Bělušice (Bělušice, okres Most)
věznice s ostrahou, oddělením výkonu trestu odnětí svobody s dozorem
2. Věznice Břeclav (Břeclav)
věznice s dohledem a ostrahou pro muže, oddělení výkonu vazby
3. Věznice Heřmanice (krajské město Ostrava, část Hrušov)
věznice s ostrahou, oddělení výkonu trestu odnětí svobody s dozorem, specializované oddělení pro výkon ochranného léčení protialkoholního
4. Věznice Horní Slavkov (Horní Slavkov, okres Sokolov)
věznice s ostrahou zaměřená na dospělé muže odsouzené za závažnou trestnou činnost a recidivujících s délkou trestu do 15 let, oddělení se zesíleným stavebně-technickým zabezpečením
5. Věznice Jiřice (Jiřice, okres Nymburk)
věznice s ostrahou pro dospělé muže, oddělení výkonu trestu odnětí svobody s dozorem
6. Věznice Karviná (Karviná)
věznice s ostrahou, oddělení výkonu trestu odnětí svobody se zvýšenou ostrahou pro muže (trvale pracovně nezařaditelní odsouzení), jehož součástí je oddělení pro imobilní odsouzené a odsouzené s mentální retardací, věznice pro doživotně odsouzené vězně
7. Věznice Kuřim (Kuřim, okres Brno-venkov)
věznice s ostrahou pro dospělé muže, specializované oddělení pro prvotrestané a sexuální devianty
8. Věznice Kynšperk nad Ohří (Kynšperk nad Ohří, okres Sokolov)
věznice s dozorem
9. Věznice Mírov (Mírov, okres Šumperk)
věznice se zvýšenou ostrahou, oddělení pro výkon trestu odnětí svobody s ostrahou, specializované oddělení pro výkon doživotních trestů a pro odsouzené s duševními poruchami a poruchami chování
10. Věznice Nové Sedlo (Nové Sedlo, okres Louny)
věznice s dozorem, specializované oddělením pro odsouzené s poruchami osobnosti a chování, které jsou způsobeny užíváním psychotropních látek
11. Věznice Odolov (Odolov – část obce Malé Svatoňovice v okrese Trutnov)
věznice s dozorem pro muže starší 19 let
12. Věznice Opava (Opava)
věznice pro ženy zařazené do všech typů věznic (včetně doživotních trestů), specializované oddělení pro drogově závislé ženy, oddělení výkonu trestu odnětí svobody s dohledem a dozorem u dospělých mužů, výkon trestu odnětí svobody mladistvých
13. Věznice Oráčov (Oráčov, okres Rakovník)
věznice s ostrahou, oddělení výkonu trestu odnětí svobody s dozorem u dospělých mužů, specializované oddělení bezdrogové zóny pro mladé prvovězněné odsouzené v režimu s ostrahou
14. Věznice Ostrov (Ostrov, okres Karlovy Vary)
věznice s dozorem pro dospělé muže, zvláštní oddělení pro výkon vazby, specializované oddělení pro odsouzené s poruchami osobnosti a chování způsobené dlouhodobým užíváním psychotropních látek a bezdrogová zóna
15. Věznice Pardubice (krajské město Pardubice)
věznice s ostrahou, oddělení pro výkon trestu odnětí svobody s dozorem, specializované oddělení pro trvale pracovně nezařaditelné muže
16. Věznice Plzeň (krajské město Plzeň)
věznice se zvýšenou ostrahou, oddělení pro výkon trestu odnětí svobody s ostrahou a dozorem, v Heřmanově Huti je umístěno oddělení pro výkon trestu odnětí svobody s dohledem, dále je ve věznici specializované oddělení pro odsouzené závislé na drogách, alkoholu a hracích přístrojích a zvláštní oddělení pro výkon vazby mužů, žen a mladistvých, věznice byla dříve označována jako Věznice Bory podle názvu polí, na nichž byla věznice postavena, v pozemkových knihách
17. Věznice Příbram (Příbram)
věznice s ostrahou se specializovaným oddělením pro odsouzené s poruchami osobnosti a chování způsobené užívání psychotropních látek, oddělení pro výkon trestu odnětí svobody s dohledem a dozorem
18. Věznice Rapotice (Lesní Jakubov, okres Třebíč)
věznice s ostrahou
19. Věznice Rýnovice (Rýnovice, část města Jablonec nad Nisou)
věznice s dozorem a ostrahou, oddělení pro výkon trestu odnětí svobody s dohledem, specializovaná oddělení pro odsouzené do 26 let, pro prvotrestané, pro výkon ochranného léčení protitoxikomanického
20. Věznice Stráž pod Ralskem (Stráž pod Ralskem, okres Česká Lípa)
věznice s ostrahou, speciální oddělení pro odsouzené z organizovaného zločinu a oddělení bezdrogové zóny
21. Věznice Světlá nad Sázavou (Světlá nad Sázavou, okres Havlíčkův Brod)
věznice s ostrahou pro ženy a mladistvé, oddělení pro výkon trestu odnětí svobody ve věznici s dozorem, specializovaná oddělení pro matky nezletilých dětí, trvale pracovně nezařaditelné odsouzené ženy, mladistvé ženy odsouzené ženy s duševními poruchami a poruchami chování, zvláštní oddělení pro výkon vazby
22. Věznice Valdice (Valdice, okres Jičín)
věznice s ostrahou a se zvýšenou ostrahou pro odsouzené muže s delšími tresty, recidivisty a jinak nebezpečné odsouzené, oddělení pro výkon doživotního trestu a pro výkon trestu odnětí svobody u odsouzených, u nichž je potřeba zvýšené detence
23. Věznice Vinařice (Vinařice, okres Kladno)
věznice s ostrahou, speciální oddělení pro mentálně retardované odsouzené a oddělení bezdrogové zóny
24. Věznice Všehrdy (Všehrdy, okres Chomutov)
věznice pro mladistvé, oddělení pro výkon trestu odnětí svobody u dospělých mužů s dohledem a dozorem
25. Věznice Znojmo (Znojmo)
věznice pro výkon trestu odnětí svobody s dozorem a ostrahou, specializované oddělení pro výkon ochranného léčení protitoxikomanického